# 펠리피 안데르송
펠리피 안데르송 페레이라 고메스(포르투갈어: Felipe Anderson Pereira Gomes, 1993년 4월 15일 ~ )는 펠리피 안데르송으로 불리는 브라질의 축구 선수로서, 포지션은 공격형 미드필더이다. 현재 라치오에서 활약하고 있다.

## 수상

### 클럽
산투스
- 상파울루 주 리그: 2011, 2012
- 코파 리베르타도레스: 2011
- 레코파 수다메리카나: 2012